# 太白翠雀花
太白翠雀花（学名：Delphinium taipaicum）是毛茛科翠雀属的植物，为中国的特有植物。分布在中国大陆的陕西等地，生长于海拔3,600米至3,900米的地区，常生长在山地草坡，目前尚未由人工引种栽培。